# Барвінок (Кам'янський район)
Барві́нок — село в Україні, у Криничанській селищній громаді Кам'янського району Дніпропетровської області.

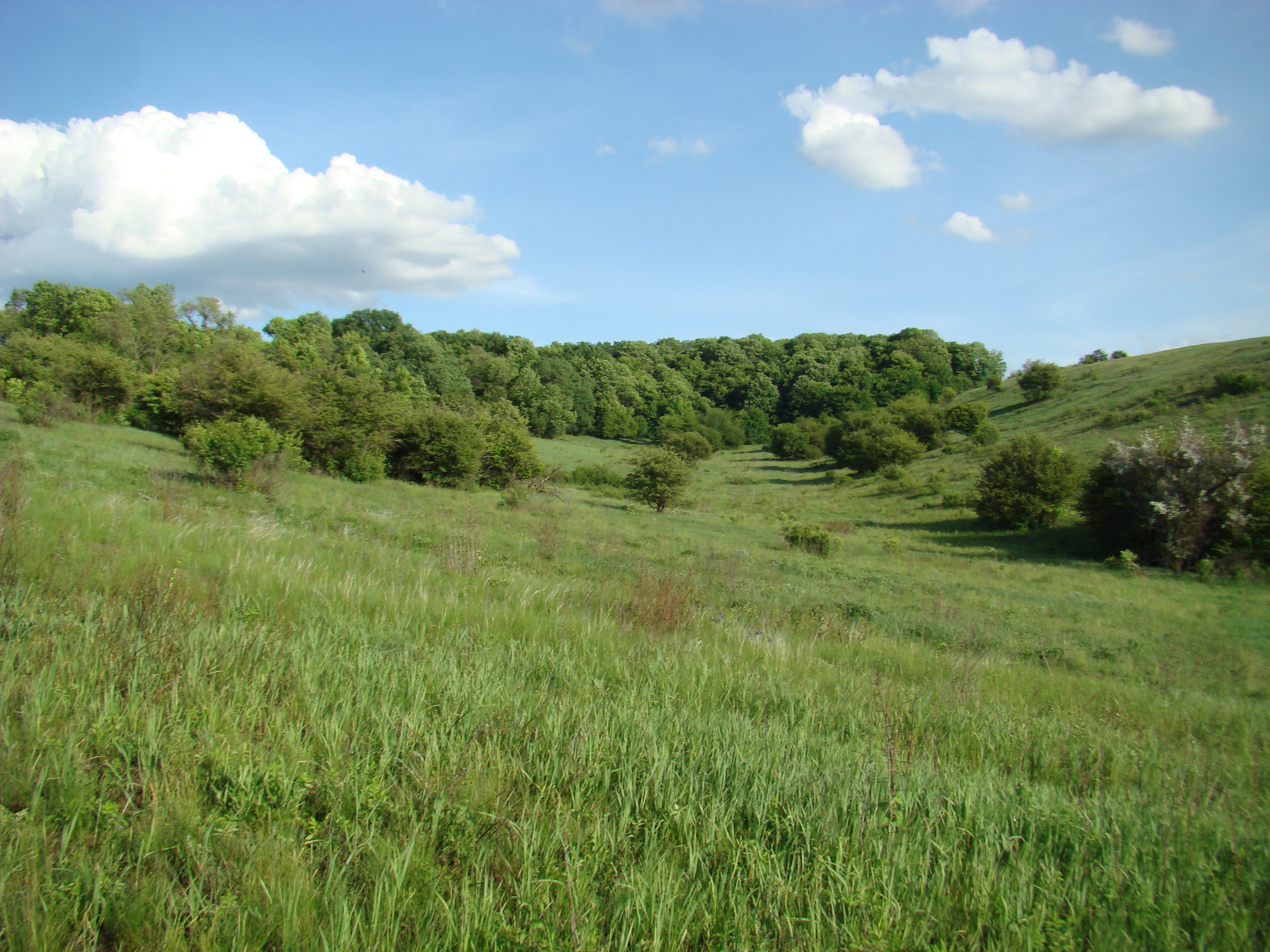
Природа поруч з селом

Населення — 201 мешканець.

## Географія
Село Барвінок розташоване на правому березі річки Мокра Сура, вище за течією на відстані 1 км розташоване село Вишневе, нижче за течією на відстані 1 км розташоване село Степанівка.

## Пам'ятки
Поблизу села розташований ландшафтний заказник загальнодержавного значення Вишневський.

## Населення

### Мова
Розподіл населення за рідною мовою за даними перепису 2001 року:
| Мова            | Відсоток |
| --------------- | -------- |
| українська      | 88,6 %   |
| російська       | 6 %      |
| вірменська      | 5 %      |
| інші/не вказали | 0,4 %    |